# Ісламбахти
Ісламбахти́ (рос. Исламбахты, башк. Исламбаҡты) — село у складі Єрмекеєвського району Башкортостану, Росія. Входить до складу Тарказинської сільської ради.
Населення — 446 осіб (2010; 516 в 2002).
Національний склад:
- башкири — 79 %

## Видатні уродженці
- Тахаєв Халіль Янович — башкирський радянський економіко-географ.